# Estação Prefeito Saladino
A Estação Prefeito Saladino é uma estação ferroviária, pertencente à Linha 10–Turquesa da CPTM, localizada no município de Santo André.

## História
A Parada Prefeito Saladino foi implantada em 29 de novembro de 1952. Com o crescimento da região um novo prédio foi construído entre 1964 e 1966, sendo inaugurado em 29 de março de 1966. Nesta data a parada também é elevada a estação.
A construção da nova estação incentivou o SESI a implantar uma unidade nos seus arredores em 1972. Décadas mais tarde, a prefeitura de Santo André (em parceria com a iniciativa privada) implantou o novo terminal rodoviário da cidade ao lado da estação, sendo inaugurado em 2000, com uma passarela sobre os trilhos prevendo uma integração com o prédio novo da estação, projetado desde 2005 (vide seção Projetos).
A estação Prefeito Saladino foi transferida da gestão federal (CBTU) para a estadual (CPTM) em 1 de junho de 1994.

### Projetos
Em 11 de maio de 2005 o consórcio de empresas Maubertec/Herjack foi contratado pela CPTM por R$ 845.974,00 (com aditivos o valor final do contrato foi de R$ 888.036,85) para elaborar projetos de reconstrução das estações Mooca, Ipiranga, Utinga e Prefeito Saladino. Em 29 de março de 2008, os projetos foram entregues. A CPTM os inscreveu no PAC, sendo contemplada na fase de pré-seleção. Com a crise econômica de 2014, diversos financiamentos do PAC foram cancelados, incluindo o de reconstrução das estações Moóca, Ipiranga, Utinga e Prefeito Saladino.

## Toponímia
A estação foi batizada em homenagem a Saladino Cardoso Franco (1873-1951), prefeito do antigo município de São Bernardo entre 1914 e 1930.

## Na cultura popular
A estação de Prefeito Saladino foi cenário de algumas cenas do filme Antônia (2006).

## Características
| Sigla | Estação           | Inauguração            | Integração                                           | Plataformas | Posição    | Notas                                                        |
| ----- | ----------------- | ---------------------- | ---------------------------------------------------- | ----------- | ---------- | ------------------------------------------------------------ |
| PSA   | Prefeito Saladino | 29 de novembro de 1952 | Bilhete Único da SPTrans e Terminal de Ônibus Urbano | Laterais    | Superfície | Inicialmente uma parada Reconstruída como estação pela RFFSA |

## Diagrama da estação
| 1 |

|  | ↑ a ↑ |

|  | ↕ b ↕ |

|  | ↓ c ↓ |

| 2 |

| 1 |

|  | ↑ a ↑ |

|  | ↕ b ↕ |

|  | ↓ c ↓ |

| 2 |

| 1 |

|  | ↑ a ↑ |

|  | ↕ b ↕ |

|  | ↓ c ↓ |

| 2 |

| 1 |

|  | ↑ a ↑ |

|  | ↕ b ↕ |

|  | ↓ c ↓ |

| 2 |